# Fagivorina grisea
Fagivorina grisea là một loài bướm đêm trong họ Geometridae.